# Студиоло дворца Бельфиоре
Студиоло дворца Бельфиоре (итал. Studiolo di Belfiore) — помещение дворца Бельфиоре близ Феррары, принадлежавшего дому Эсте (сгорел в 1662 году). Студиоло-ди-Бельфиоре дало название циклу из девяти картин, ставших первым самостоятельным произведением художников Феррарской школы. Одно из первых студиоло эпохи Ренессанса.

## История
Дворец Бельфиоре был выстроен по приказанию Альберто V д’Эсте в конце XIV века. Он стоял посреди садов и охотничьих угодий маркиза. Маркиз Лионелло д'Эсте распорядился добавить палаццо ещё один этаж, здесь он задумал устроить свой личный кабинет — место для уединения и отдыха, размещения библиотеки и своей коллекции редкостей и драгоценностей. Такое помещение стало впоследствии неотъемлемой частью ренессансного дворца, называемого студиоло. Однако студиоло Лионелло предназначалось также для приёма высокопоставленных гостей. О намерении создать студиоло в Бельфиоре он сообщал своему учителю Гуарино да Верона в письме от 5 ноября 1447 года. Назначение студиоло отражала программа его украшения — здесь должны были быть отражены не только интересы и увлечения маркиза как частного лица, но и доблести, характеризующие его как правителя. Программу декорации студиоло разработал Гуарино да Верона.
Для студиоло Лионелло в 1447 году был заказан цикл из девяти аллегорических картин с изображениями девяти муз, законченный уже при Борсо д'Эсте. Для каждой из муз Гуарино сочинил латинскую эпиграмму при этом он использовал комментарий Иоанна Цеца к поэме Гесиода «Труды и дни» и истолковал образы муз достаточно расширительно. Так, Талия (муза комедии и лёгкой поэзии) и Полигимния (муза торжественных гимнов) у Гуарино — создательницы сельского хозяйства, муза Эрато — в греческой мифологии покровительница любовной поэзии — отвечает также за любовь и брак.
Первым из художников к работе был привлечён Анджело Макканьино (итал. Angelo Maccagnino) из Сиены, кисти которого в настоящее время уверенно приписывают изображения Клио и Мельпомены, не дошедшие до наших дней. Гуарино считал его талант равным талантам Пизанелло и Джентиле да Фабриано. Уже много лет после смерти Лионелло, во время правления Борсо д’Эсте, согласно сохранившимся документам, между 1459 и 1463 годами для студиоло работал важнейший представитель феррарской школы Козимо Тура.
Студиоло также декорировали резчики по дереву Ардуино да Баизо, Кристофоро и Лоренцо да Лендинара — вероятно, студиоло Лионелло было украшено интарсией, как позднее студиоло Федериго да Монтефельтро в Урбино и Изабеллы д’Эсте в Мантуе.
Коннотация муз очень странна и изобилует не вполне понятными аллюзиями, далёкими от традиционной иконографии. Например, Полигимния, традиционно муза торжественных гимнов, ассоциирована с сельским хозяйством. Та же иконография была повторена в капелле Муз и Свободных искусств (итал. Tempio Malatestiano) в Римини.

## Картины из студиоло дворца Бельфиоре
Дворец погиб при пожаре 1662 года, и в настоящее время известно 8 из 9 картин, которые рассеяны по музеям мира: 
| Изображение    | Муза       | Размер      | Автор (предположительно) год создания                                                                                          | Музей                                     | Комментарий Гуарино                         |
| -------------- | ---------- | ----------- | --- | ----------------------------------------- | ------------------------------------------- |
| Не сохранилась | Клио       |             | |                                           | Historiis famamque e facta vetusta reservo  |
|                | Эрато (?)  | 122x72 см   | Анджело Макканьино при участии Козимо Туры, иначе соответственно «Второй» и «Первый» художники студиоло Бельфиоре, ок. 1450 г. | Национальная пинакотека Феррары           | Connubia et rectos mortalibus adolit amores |
|                | Урания     | 122x72 см   | неизвестный художник круга Козимо Туры, 1455                                                                                   | Национальная пинакотека Феррары           | Signa poli, varias naturas monstro viasque  |
|                | Терпсихора | 117,5x81 см | Анджело Макканьино при участии Козимо Тура                                                                                     | Музей Польди-Пеццоли                      | Ista choris aptat saltus ad sacra deorum    |
|                | Талия      | 136x82 см   | Микеле Панноньо (итал. Michele Pannonio), 1456–1457                                                                            | Музей изобразительных искусств (Будапешт) | Platandi leges per me novere coloni         |
|                | Эвтерпа    | 105x38,7 см | неизвестный художник | Музей изобразительных искусств (Будапешт) | Tibia concentus hac praemonstrante figurat  |
|                | Мельпомена | 105x38,3 см | неизвестный художник | Музей изобразительных искусств (Будапешт) | Haec vivos cantus et duleia carmina format  |
|                | Полигимния | 115x71 см   | Франческо Косса (?) или неизвестный художник круга Козимо Туры                                                                 | Берлинская картинная галерея              | Haec docuit segetes accuens mortalia corda  |
|                | Каллиопа   | 116x71 см   | Козимо Тура | Лондонская Национальная галерея           | Materiam vati et vocem concedo sonantem     |

## Внешние ссылки
- Alessandra De Romanis. Le Muse dello Studiolo di Belfiore a Ferrara